# Хосонов, Азамат Русланович
Азамат Русланович Хосонов (род. 17 сентября 2000, Северная Осетия, Россия) — российский и греческий борец вольного стиля. Чемпион Греции. Мастер спорта России. 

## Спортивная карьера
Уроженец Северной Осетии. Воспитанник ДЮСШ Беслана, занимался у Тотраза Арчегова и Эльбруса Дудаева. В сентябре 2018 года в Краснодаре победил на турнире памяти Бесика Кудухова среди юниоров. 23 октября 2020 года ему было присвоено звание мастер спорта России. С 2021 года представляет Грецию. В ноябре 2021 года в Белграде в финале первенства мира среди молодёжи уступил американцу Энтони Кассиоппи. В марте 2023 года в Бухаресте на первенстве Европы среди молодёжи до 23 лет в схватке за бронзовую медаль уступил турку Эфе Анилу Алу. В середине мая 2023 года стал чемпионом Греции.

## Спортивные результаты
- Чемпионат мира по борьбе среди спортсменов до 23 лет 2021 — ;
- Чемпионат Европы по борьбе 2023 — 5;